# Drozdówka rdzawa
Drozdówka rdzawa (Cercotrichas galactotes) – gatunek niewielkiego ptaka lądowego z rodziny muchołówkowatych (Muscicapidae). Występuje w Azji, Europie i Afryce. Jest częściowo wędrowna. Nie spotyka się jej w Polsce.
Jej inne nazwy zwyczajowe to: drozdówka pstra, pokrzewka rdzawoczerwona lub rdzawa oraz rudochwostka blada.

## Taksonomia
Po raz pierwszy gatunek opisał Coenraad Jacob Temminck w 1820. Holotyp pochodził z Algeciras w Hiszpanii. Autor nadał gatunkowi nazwę Sylvia galactotes. Obecnie (2022) akceptowana przez Międzynarodowy Komitet Ornitologiczny nazwa to Cercotrichas galactotes. Ptaki występujące na wschód od Morza Kaspijskiego zostały opisane jako podgatunek Cercotrichas galactotes deserticola, jednak nie przyjął się. Międzynarodowy Komitet Ornitologiczny wyróżnia (2022) pięć podgatunków drozdówki rdzawej: C. g. galactotes, C. g. syriaca, C. g. familiaris, C. g. minor, C. g. hamertoni. Wszystkie tylko nieznacznie różnią się szczegółami albo odcieniem ubarwienia.

## Morfologia
Drozdówka rdzawa jest niewielkim ptakiem wróblowym o przeciętnej masie ciała około 23 gramów. Brak dymorfizmu płciowego w upierzeniu. Drozdówka może być mylona ze słowikami, zwłaszcza słowikiem rdzawym. Cały wierzch ciała łącznie z ogonem jest rdzawy, na ogonie ma dwie – od wewnątrz czarne – białe lamówki. Brew biała, czarna przepaska oczna. Gardło i policzki jasno żółtokremowe. Pokrywy skrzydłowe mają jasne brzegi, od wewnątrz są ciemnobrązowe. Brzuch, pokrywy podogonowe i pierś są białe. Długie nogi mają różowy kolor, dziób jest szary, a przy nasadzie jaśniejszy. Tęczówka brązowa. Młode nie są poplamione.
Długość ciała: 14–16 cm, rozpiętość skrzydeł: 22–27 cm, masa ciała: 20–28 g. Najdłuższe ze sterówek mierzą po 80 mm. Przybliżona długość skrzydła to 89 mm (w oryginale: 3,5 cala), zaś dzioba: 17 mm (w oryginale 0,7 cala).

## Występowanie
W Polsce drozdówka rdzawa nie pojawia się. Jej naturalne miejsca zamieszkania to:
- w Europie: Albania, Bośnia i Hercegowina, Bułgaria, Cypr, Czarnogóra, Gibraltar, Grecja, Hiszpania, Macedonia, Malta, Portugalia, Serbia, Turcja, Włochy.
- w Afryce: Algieria, Burkina Faso, Czad, Egipt, Dżibuti, Erytrea, Etiopia, Kamerun, Katar, Kenia, Libia, Mali, Maroko, Mauretania, Niger, Nigeria, Republika Środkowoafrykańska, Sahara Zachodnia, Senegal, Somalia, Sudan, Tunezja.
- w Azji: Afganistan, Arabia Saudyjska, Armenia, Azerbejdżan, Bahrajn, Gruzja, Indie, Iran, Irak, Izrael, Jemen, Jordania, Kazachstan, Kuwejt, Liban, Oman, Pakistan, Syria, Tadżykistan, Turkmenistan, Uzbekistan, Zjednoczone Emiraty Arabskie.

Kraje, w których pojawia się wyjątkowo to:
Wielka Brytania, Uganda, Tanzania, Szwajcaria, Sri Lanka, Rumunia, Norwegia, Malawi, Irlandia, Węgry, Niemcy, Gambia, Francja, Kongo i Chiny.
Zależnie od miejsca zamieszkania jest ptakiem częściowo wędrownym. W Europie występuje rzadko – jedynie w wykonanych przez człowieka siedliskach na południu Hiszpanii bywa lokalnie pospolita.

### Środowisko
Zasiedla bardzo różne, w większości suche, siedliska znajdujące się na wysokości zazwyczaj do 1000 m n.p.m., maksymalnie do 1500 m n.p.m.:
grunty orne, pastwiska, wiejskie ogrody, plantacje, tereny miejskie, gaje oliwne, pasma kaktusów, oazy, tereny kamieniste, podmokłe lasy, suche lasy, suche zarośla, obszary wokół rzek, strumieni i potoków.

## Pożywienie
Żywi się owadami, w tym chrząszczami, mrówkami, pszczołami, osowatymi, łowikowatymi, prostoskrzydłymi, również pajęczakami. Biega i skacze za nimi pod krzewami. Czasami czatuje w miejscu otwartym, wypatrując zdobyczy (jak inni przedstawiciele jej rodziny).

## Tryb życia i zachowanie
WiekDożywa do 5 lat.
PierzenieDorosłe drozdówki rdzawe pierzą się od lipca do września, u młodych dochodzi jeszcze październik. Ma 10 lotek I-rzędowych, 9 II-rzędowych oraz 12 sterówek.

### Zachowanie
Ma stale podniesiony ogon. Gdy stoi, zadziera go i kiwa głową. Leci w linii prostej. Siada na przewodach elektrycznych. Czasami tak mocno zadziera ogon, że prawie dotyka nim tyłu głowy, pokazując białe pokrywy podogonowe. Swą piosenkę śpiewa siedząc na czubku krzewu, na linii energetycznej lub w czasie krótkiego lotu tokowego (patrz w sekcji lęgi). Często wykonuje następujący ruch ogonem: ogon jest rozkładany, kiwany w tył i w przód, znów składany i wolno kładziony.

### Głos
Śpiewa podobnie jak rudzik – urywanymi trelami, ostrzega inne drozdówki rdzawe i woła je ostrym „tek-tek-tek”. Wydaje także wibrujące szrrrrrr, ciche „djuk” lub „czip”. Ma czystą melodyjną piosenkę, która składa się z krótkich i łączących się strof.

### Lęgi

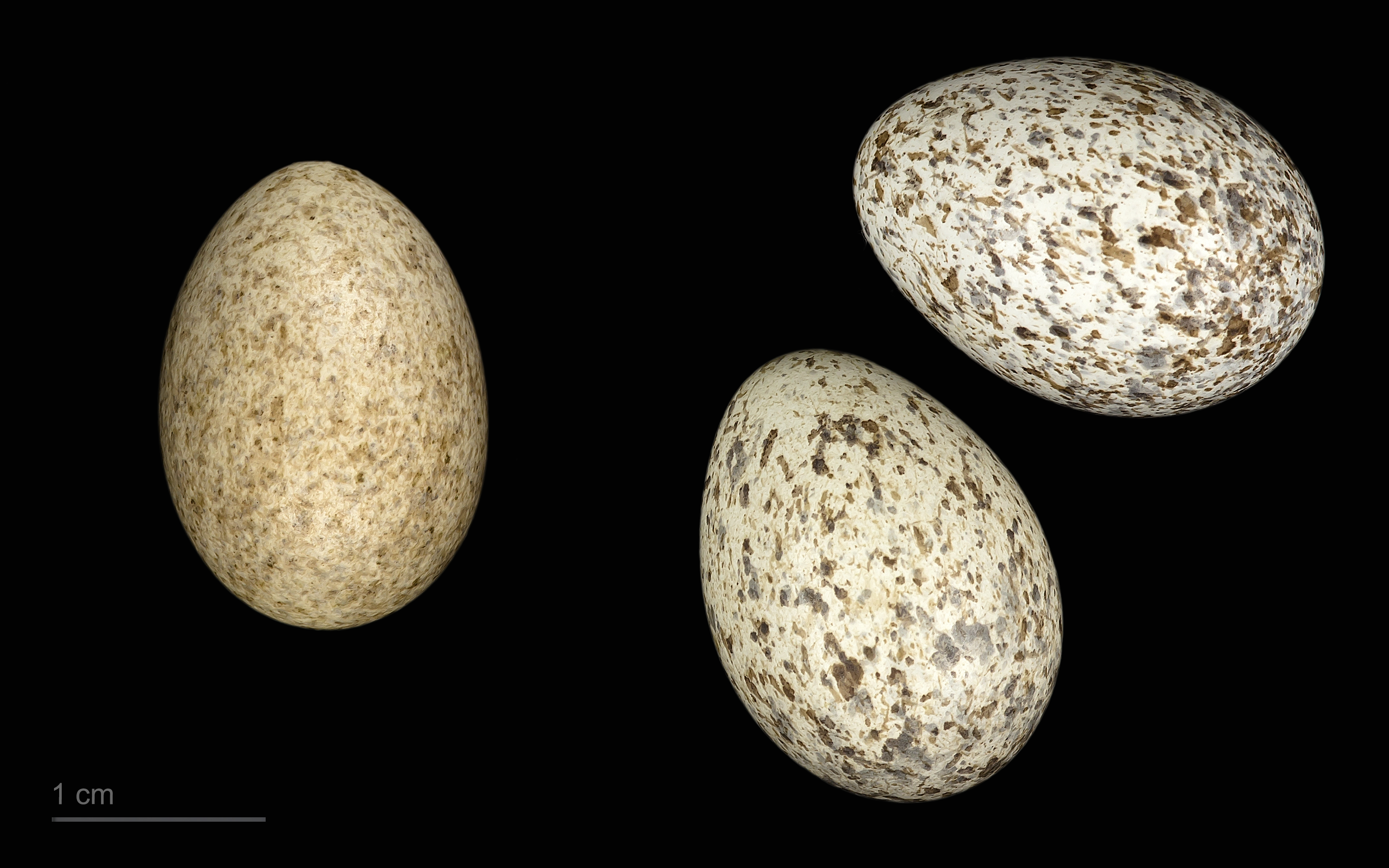
Jajo kukułki (po lewej) i jaja drozdówki rdzawej

Jeden lub dwa lęgi. W przypadku ptaków badanych w południowej Hiszpanii w latach 1980–84, spośród 17 obserwowanych wtedy par 11 wyprowadziło w sezonie dwa lęgi. Drozdówka rdzawa wykonuje krótki, motyli lot tokowy. W czasie niego co chwilę opada na ziemię z uniesionymi skrzydłami i rozłożonym ogonem.
Gniazduje tylko w południowej części Europy – w Grecji i na Półwyspie Iberyjskim, ale nie dociera do delty Ebro, rozmnaża się także w południowej części Sahary. Możliwe jest wyprowadzenie lęgów w Iraku, wtedy zaczynają się w połowie maja. Tereny lęgowe to przeważnie ciepłe (powyżej 25 °C) i suche niziny.
Biotop lęgowy to tereny wilgotne i półwilgotne, z ciekami wodnymi o zakrzewionych brzegach. Preferuje środowiska porośnięte krzewami i żywopłotami. Lęgnie się również w okolicach wydm z suchoroślami, w ogrodach i na plantacjach opuncji figowej. Lęgi trwają od maja do czerwca. W przypadku ptaków badanych w południowej Hiszpanii, przeciętna wielkość terytorium pary wyniosła 2,36 ha.
Pary gniazdują w odległości 150–850 m od siebie. Gniazdo jest zbudowane z mokrej trawy, korzeni, włosów i piór. Budują je oba ptaki, nisko (ok. 1 m nad ziemią) w gęstych krzewach, również na drzewie lub w zagłębieniu w ścianie, w winnicach, na drzewach owocowych, opuncjach, a czasem bezpośrednio na ziemi.
Drozdówka składa 3–5 jaj o wymiarach blisko 22 na 16 mm. Są gładkie i błyszczące, białe lub szare czasami z zielonym lub z niebieskim nalotem. Samica sama wysiaduje jaja, zwykle trwa to 13 dni. Młode badane w południowej Hiszpanii opuszczały gniazdo przeciętnie po 10 dniach. Są w pełni opierzone po 9–12 dniach po wylocie z gniazda.
Na lęgach drozdówek często pasożytują kukułki zwyczajne. Samce, które wcześniej przylatują na tereny lęgowe, odnoszą większy sukces reprodukcyjny niż samce przylatujące późno, gdyż ich partnerki wcześniej składają jaja, a pisklęta wykluwają się większe i cięższe. Gniazda samców przylatujących wcześniej są jednak bardziej narażone na spasożytowanie przez kukułkę, co redukuje wszystkie korzyści wypływające z wczesnego przylotu na tereny lęgowe i gniazdowania.

### Wędrówki
Drozdówka rdzawa jest ptakiem częściowo wędrownym. Populacja subsaharyjska prowadzi osiadły tryb życia. Pozostałe osobniki zimują we wschodniej Afryce i w Indiach. Trasa wędrówki to ok. 600–3400 mil, czyli ok. 1000–5500 km. W Europie przebywa od kwietnia do sierpnia. Najpóźniej odlatuje we wrześniu. Wraca w kwietniu lub w maju.

## Zasoby populacji

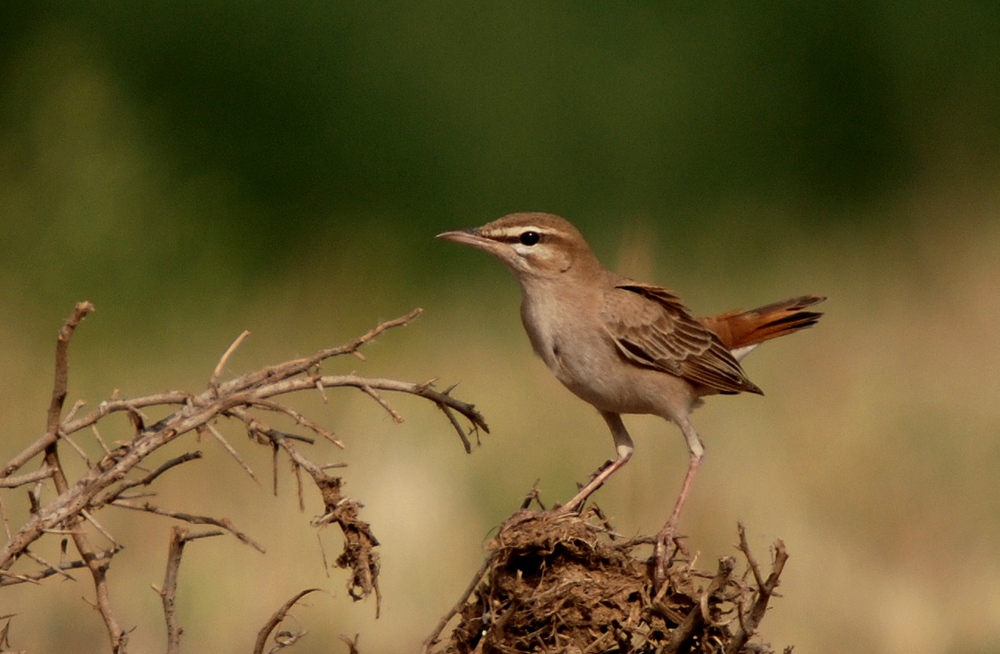
Drozdówka rdzawa

Przez IUCN drozdówka rdzawa jest klasyfikowana jako Least Concern (gatunek najmniejszej troski) nieprzerwanie od 1988 roku. Całkowity zasięg występowania szacowany jest na 13 100 000 km². Teren, na którym gniazduje, to około 4 310 000 km². W 2015 organizacja BirdLife International szacowała liczebność populacji europejskiej wraz z całą Turcją i krajami Kaukazu Południowego na 460 000 – 1 250 000 dorosłych osobników, a ponieważ obszar ten stanowi około 10% zasięgu tego gatunku, liczebność światowej populacji wstępnie szacowana jest na 4 600 000 – 12 500 000 dorosłych osobników. Globalny trend liczebności populacji uznawany jest za stabilny, choć liczebność populacji europejskiej spada.
Liczebność par lęgowych w poszczególnych krajach według szacunków BirdLife International z 2015:
- Hiszpania – 202 241–536 837
- Turcja – 20 000–60 000
- Azerbejdżan – 5000–20 000
- Grecja – 1000–3000
- Armenia – 1000–2500
- Portugalia – 500–1000
- Macedonia – 20–100
- Czarnogóra – 10–20
- Bośnia i Hercegowina – 1–10
- Bułgaria – 0–5
- Gruzja – gatunek obecny, liczebność nieznana

## Podgatunki
| Wyróżniane podgatunki                                  | Wyróżniane podgatunki | Wyróżniane podgatunki |
| ------------------------------------------------------ | --- | --------------------- |
| drozdówka rdzawa (Cercotrichas galactotes galactotes)  | Podgatunek nominatywny. Zasiedla Półwysep Iberyjski, Afrykę Północną, Izrael, południowo-zachodnią Syrię i południe Francji. Ma bardziej czerwonawy grzbiet.                                                                                            |                       |
| Cercotrichas galactotes syriaca                        | Występuje na Półwyspie Bałkańskim oraz w Grecji, w zachodniej i południowej Turcji, w zachodniej Syrii oraz w Libanie. Nazywana także E. galactotes syriacus oraz E. g. plebia.                                                                         |                       |
| drozdówka szarawa (Cercotrichas galactotes familiaris) | Występuje na Zakaukaziu, w południowo-wschodniej Turcji, w Iraku oraz w północno-wschodniej i wschodniej części Arabii Saudyjskiej, na wschód do południowego Kazachstanu, we wschodnim Iranie, wschodnim Afganistanie, a także w zachodnim Pakistanie. |                       |
| drozdówka sudańska (Cercotrichas galactotes minor)     | Zasiedla tereny przy wschodniej granicy Sahary, w centrum Mauretanii i Senegalu, w Czadzie i północnej Somalii. Przez niektórych autorów uważana za osobny gatunek C. minor. Synonim nazwy łac. to Cercotrichas galactotes oliviae.                     |                       |
| Cercotrichas galactotes hamertoni                      | Endemit wschodniej Somalii. |                       |